# Карате Урио
Карате Урио (итал. Carate Urio) је насеље у Италији у округу Комо, региону Ломбардија.
Према процени из 2011. у насељу је живело 1216 становника. Насеље се налази на надморској висини од 256 м.

## Становништво
| 1936. | 1951. | 1961. | 1971. | 1981. | 1991. | 2001. | 2011. |
| ----- | ----- | ----- | ----- | ----- | ----- | ----- | ----- |
| 1.103 | 1.243 | 1.303 | 1.299 | 1.248 | 1.257 | 1.209 | 1.216 |